# شرى (محافظة بلجرشي)
وادي شرى: أحد مراكز إمارة منطقة الباحة، تقع في جنوب الباحة على مسافة 60 كيلاً. ويقطنها 1521 نسمة.